# Alexander Hurd
Alexander Brengle "Alex" Hurd, född 21 juli 1910, död 28 maj 1982, var en kanadensisk skridskoåkare.
Hurd blev olympisk silvermedaljör på 1 500 meter  vid vinterspelen 1932 i Lake Placid.